# 埃沃河畔锡夫赖
埃沃河畔锡夫赖（法語：Civray-sur-Esves，法語發音：[sivʁɛ syʁ ɛv]）是法国安德尔-卢瓦尔省的一个市镇，位于该省南部，属于洛什区。

## 地理
埃沃河畔锡夫赖（47°2'51"N, 0°42'39"E）面积13.29 平方千米，位于法国中央-卢瓦尔河谷大区安德尔-卢瓦尔省，该省份为法国中西部省份，北起萨尔特省、东北接卢瓦-谢尔省，东南接安德尔省，南至维埃纳省，西临曼恩-卢瓦尔省。
与埃沃河畔锡夫赖接壤的市镇（或旧市镇、城区）包括：布尔南、屈赛、笛卡尔、利格伊、埃沃河畔马尔塞、塞姆。

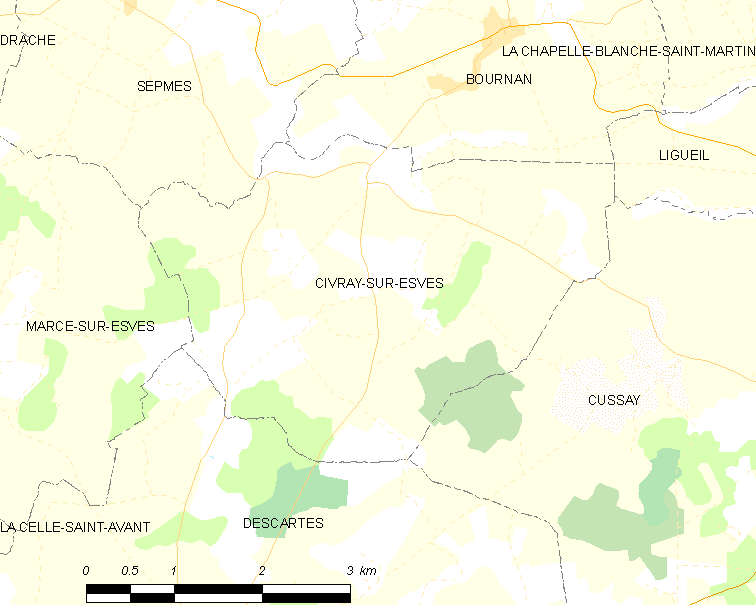
埃沃河畔锡夫赖的OSM定位图

埃沃河畔锡夫赖的时区为UTC+01:00、UTC+02:00（夏令时）。

## 行政
埃沃河畔锡夫赖的邮政编码为37160，INSEE市镇编码为37080。

## 政治
埃沃河畔锡夫赖所属的省级选区为笛卡尔县。

## 人口

1962-2008年间埃沃河畔锡夫赖人口变化图示

埃沃河畔锡夫赖于2022年1月1日时的人口数量为213人。